# 小野二郎
小野 二郎（おの じろう、1929年8月18日 - 1982年4月26日）は、日本の英文学者、思想家。

## 経歴
出生から修学期
1929年、東京府高円寺で生まれた。1947年、東京府立第六中学校（現東京都立新宿高等学校）を卒業。東京大学教養学部教養学科イギリス科で学び、1955年に卒業。同大学院比較文学比較文化に進み、1958年に修士課程を修了した。
出版社に勤務
卒業後は出版社の弘文堂に勤務し、谷川雁の評論集「原点が存在する」や「現代芸術論叢書」シリーズを企画、刊行。また同社から、師である島田謹二の『ロシヤにおける広瀬武夫』を刊行した。
1960年、中村勝哉と共に晶文社を設立し、のち編集顧問。弘文堂を退職し、東海大学専任講師となった。1962年、武井昭夫の推薦で新日本文学会に入会。1963年、明治大学政治経済学部専任講師に就いた。1964年に助教授昇格、1967年には文学部助教授に転じた。
1970年、「新日本文学」編集長となった。1971年、明治大学文学部教授に昇格。ウィリアム・モリスなどイギリス工芸運動の思想家たちに学びながら、大衆芸術運動の実践を通じた社会変革の実現を構想した。モノとしての書物についての独創的な分析や、イギリスの生活文化の紹介などの著作を手掛け、多くの読者をもった。1982年、心筋梗塞で急逝。

### 死去後の回顧展
2019年4月27日から6月23日まで、世田谷美術館で、展覧会「ある編集者のユートピア 小野二郎：ウィリアム・モリス、晶文社、高山建築学校」が開催された。

## 家族・親族
- 夫人：小野悦子はイギリス美術研究者。モリスなどの訳書がある。
- 義弟：高平哲郎は放送作家・評論家。妻の弟にあたる。

## 著作
著書
- 『ユートピアの論理』晶文社 1969
- 『運動としてのユートピア』晶文社 1973
- 『ウィリアム・モリス - ラディカル・デザインの思想』中公新書 1973
  - 増訂版 中公文庫 1992[2]
  - 改版 2011
- 『装飾芸術 - ウィリアム・モリスとその周辺』青土社 1979
- 『紅茶を受皿で - イギリス民衆芸術覚書』晶文社 1981
- 『ユートピアンの発語訓練』晶文社 1981

上述の『ユートピアの論理』『運動としてのユートピア』『装飾芸術』から抜粋
- 『ベーコン・エッグの背景』晶文社、犀の本 1983
- 『大きな顔 - 小野二郎の人と仕事』晶文社 1983[3]
  - 再版 1986

著作集
- 『小野二郎著作集』平野甲賀装幀、晶文社1986
  - オンデマンド版 2007

1. 『ウィリアム・モリス研究』
2. 『書物の宇宙』
3. 『ユートピアの構想』

- 『小野二郎セレクション イギリス民衆文化のイコノロジー』川端康雄編、平凡社ライブラリー 2002
- 『小野二郎の書物論』<リキエスタ>の会 2001
- 『ウィリアム・モリス通信』川端康雄編、みすず書房・大人の本棚 2012

訳書
- 『解放論の試み』H・マルクーゼ著、筑摩書房 1974
- 『モダン・デザインの源泉 - モリス、アール・ヌーヴォー、20世紀』N・ペヴスナー著、美術出版社 1976
- 『世界のかなたの森』W・モリス著、晶文社 1979
  - 新版 2003